# Women in Architecture Forum & Awards

Women in Architecture Forum & Awards es un conjunto de reconocimientos que se entregan anualmente a las mujeres para promover el liderazgo en el campo de la arquitectura.

## Características
Los premios fueron creados en 2014 por la publicación estadounidense Architectural Record con el objetivo de promover la visibilidad y las contribuciones de las mujeres en la disciplina. Son entregados en la ciudad de Nueva York.

## Categorías
- Diseñadora lideresa
- Lideresa de la nueva generación
- Innovadora
- Activista
- Educadora

## Ganadoras
|      | Diseñadora lideresa | Lideresa de la nueva generación | Innovadora       | Activista        | Educadora               |
| ---- | ------------------- | ------------------------------- | ---------------- | ---------------- | ----------------------- |
| 2014 | Merrill Elam        | Jeanne Gang                     | Sheila Kennedy   | Erinn McGurn     | Elizabeth Plater-Zyberk |
| 2015 | Billie Tsien        | Meejin Yoon                     | Anna Dyson       | Pat Sapinsley    | Marilyn Jordan Taylor   |
| 2016 | Susan T. Rodriguez  | Amale Andraos                   | Jenny Sabin      | Roberta Feldman  | Donna Robertson         |
| 2017 | Marion Weiss        | Elizabeth Whittaker             | Billie Faircloth | Deanna Van Buren | Sarah Whiting           |
| 2018 | Elizabeth Diller    | Lisa Iwamoto                    | Upali Nanda      | Peggy Deamer     | Ellen Dunham-Jones      |
| 2019 | Toshiko Mori        | Sharon Johnston                 | Claire Weisz     | Dana Cuff        | Mabel O. Wilson         |
| 2020 | Julie Eizenberg     | Stella Betts                    | Lisa Gray        | Kimberly Dowdell | Monica Ponce de Leon    |
| 2021 | Annabelle Selldorf  | Amanda Williams                 | Julie Bargmann   | Tamarah Begay    | Deborah Berke           |